# カナリー・ワーフ
カナリー・ワーフ (英: Canary Wharf /kəˌneəri ˈwɔːf/) は、イギリスの首都ロンドン東部にある、ドックランズと呼ばれる大規模ウォーターフロント再開発地域の中心地区である。旧西インド・ドックを中心に開発されている。欧州最大の超高層ビル街で、カナリー・ワーフ駅と直結した巨大なショッピングモール（地下や屋外スペース含む）がエリアの広範囲に広がっている。ロイター本社、バークレイズ本社、ワン・カナダ・スクウェア、エイト・カナダ・スクウェア（HSBCタワー）、シティグループEMEA地域本社などが建設されている。大ロンドン庁によりセントラル・ロンドンとともにロンドンの中心業務地区として指定されており、シティと並び、イギリス及び世界における金融・ビジネスの中心地の一つとなっている。

## 歴史
カナリー・ワーフはアイル・オブ・ドッグス（テムズ川が大きく蛇行するところにある三方を川に囲まれた半島）にある旧西インド・ドック跡に建てられた。1802年から1980年までは、西インド会社が経営する世界でも有数の商業埠頭であり、5万人以上が雇用されていることもあった。カナリー・ワーフの名はカナリア諸島との貿易に由来する。
第二次大戦中にドイツ空軍による重度の空襲を受け、従来の倉庫群は大きく破壊された。1950年代の復興後、港湾産業自体が衰退し始めた。海運業界ではコンテナ輸送が中心となり、ロンドン中心部に近い港湾施設の重要性が下がり、結果として1980年代には閉鎖となった。閉鎖後は数千人が失業し、この地域は廃墟と化した。
1981年にこの地域を再活性化する計画が発足し、ロンドン・ドックランズ再開発公社（London Docklands Development Corporation）がサッチャー政権によって設立された。元々は小規模の産業誘致計画で、テレビ番組制作のライムハウス・スタジオがカナリー・ワーフに入居する予定だった。
しかしその後、金融街シティーからのいくつかの多国籍金融企業が大規模オフィスの建設を望んだため、再開発計画を大きく変更し、1987年にはロンドン・ドックランズ再開発公社が大規模オフィス開発企業オリンピア・アンド・ヨークと120万平米の金融ビル建設の合意に至った。オリンピア社はライヒマン一族が所有している。同社は世界最大の新聞用紙会社アビティビや石油会社ガルフ・カナダなど100社ほどを支配している。

## 交通
- ロンドン地下鉄ジュビリー線：カナリー・ワーフ駅 (ロンドン地下鉄)
- ドックランズ・ライト・レイルウェイ：カナリー・ワーフ駅 (DLR)とヘロン・キーズ駅
- エリザベス線：カナリー・ワーフ駅
- ロンドンバス

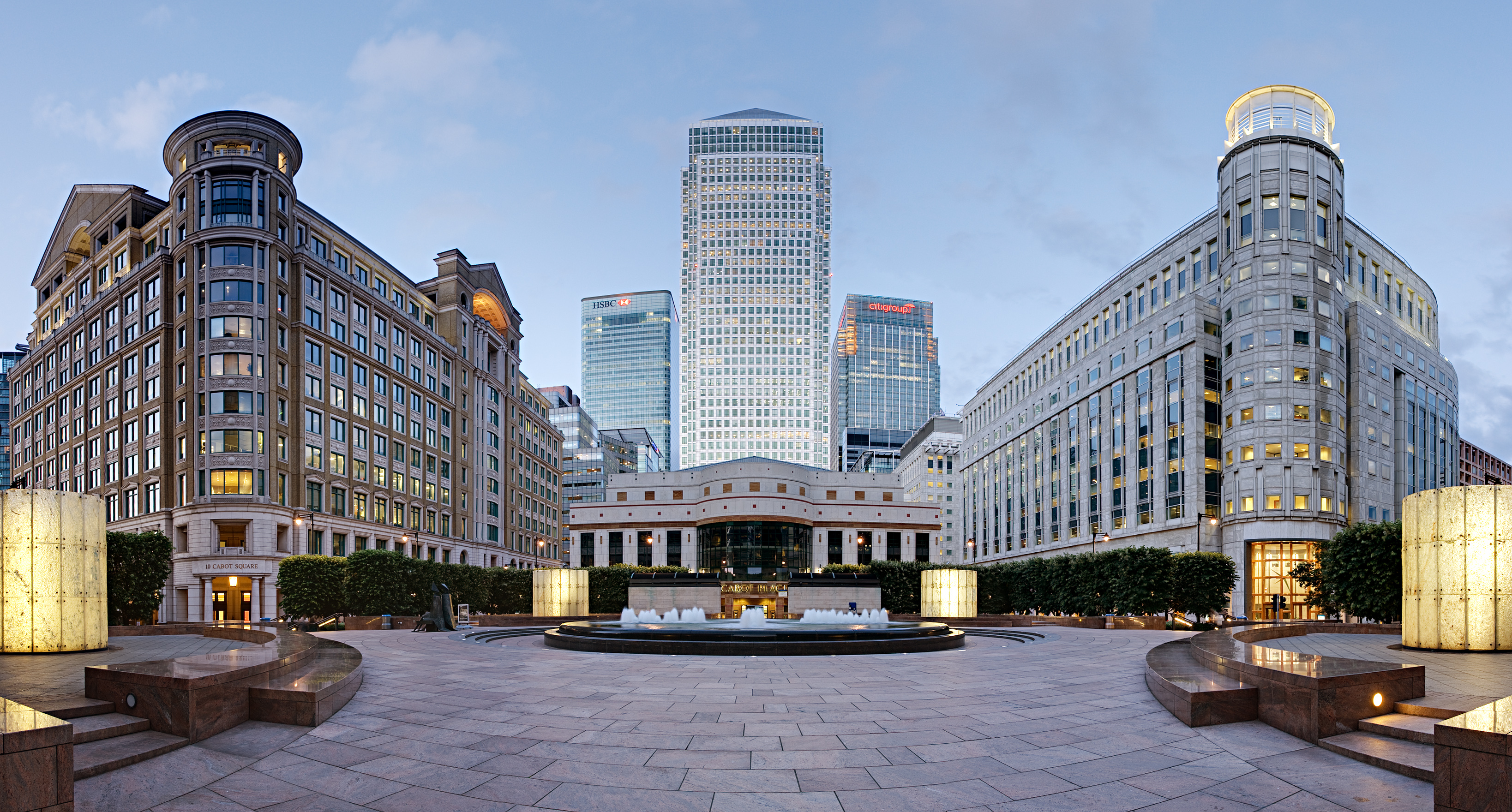
Cabot Square
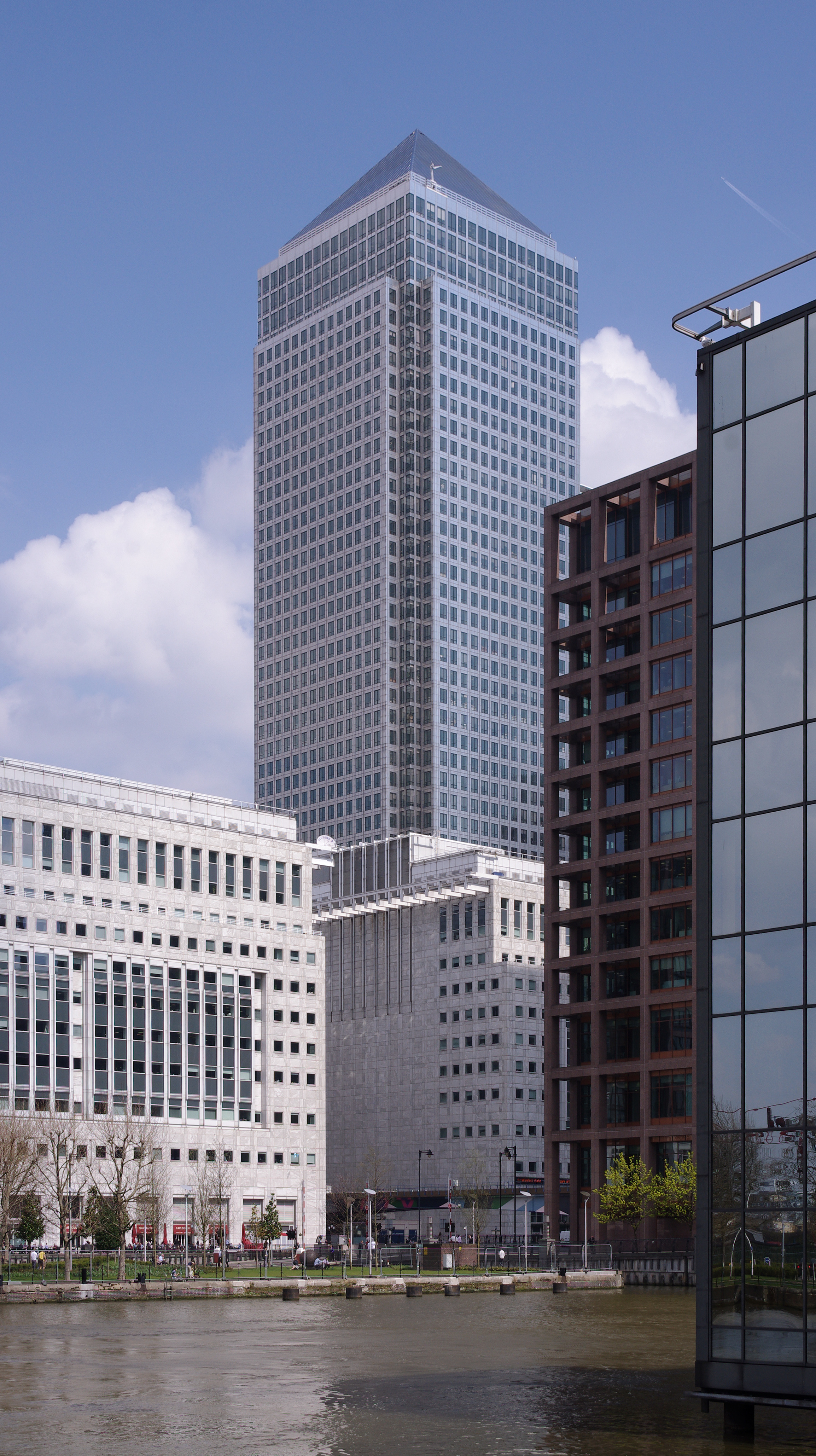
ワン・カナダ・スクウェア